# Treinongeval bij Fiesch
Op vrijdag 23 juli 2010 om 11.57 uur ontspoorden nabij het Zwitserse Fiesch in het kanton Wallis de laatste drie rijtuigen van de Glacier-Express. Hierbij vielen een dode en ruim veertig gewonden.

## Gebeurtenis
Rond het middaguur reed trein 908 van de Matterhorn Gotthard Bahn (MGB) tussen de Zwitserse plaatsen Zermatt en Sankt Moritz op enkelspoor langs een ravijn. Na het ravijn gepasseerd te hebben, ontspoorden de drie achterste wagons. De laatste twee kantelden en een ervan kwam op een helling terecht. Reddingswerkers konden met behulp van helikopters en kabels deze wagon op zijn plek houden, zodat hij niet verder naar beneden gleed. Er werden veel hulpverleners en materiaal ingezet om de gewonden zo snel mogelijk per traumahelikopter of ambulance naar ziekenhuizen te brengen. Onder de gewonden waren veel Japanners. Ook het dodelijke slachtoffer kwam uit Japan.
De oorzaak van het ongeval was een te snel verhogen van de snelheid door de bestuurder waardoor de laatste wagon ontspoorde en kantelde en de voorgaande meetrok. Op 7 maart 2011 werd de machinist veroordeeld wegens dood door schuld tot een voorwaardelijke boete van 15.000 Zwitserse frank met een proeftijd van twee jaar. Ook kreeg hij een boete van 500 frank wegens het verstoren van het treinverkeer.
Bij de ontsporing raakten de WRp 3832 van de Rhätische Bahn (RhB) en de Ap 4022 en Api 4032 van de MGB zwaar beschadigd.

## Wegafsluiting
Omdat het risico bestond dat de trein naar beneden zou glijden, werd de weg tussen Fiesch en Lax gedurende ongeveer vier uur afgezet. Hierdoor ontstonden lange files. Er moest omgereden worden via de Furkapas en de Lötschbergtunnel. Vanzelfsprekend werd ook het treinverkeer stilgelegd.